# 2024年パリオリンピックのテコンドー競技
2024年パリオリンピックのテコンドー競技（2024ねんパリオリンピックのテコンドーきょうぎ）はワールドテコンドー（WT）が管轄し、2024年パリオリンピックにて実施されたオリンピックのテコンドー競技。2024年8月7日から10日までの4日間、グラン・パレにて行われた。前回に続き男女個人各4種目が実施された。

## 出場選手
本大会は前回大会と同様、男女各64名ずつの128名が参加。各階級16名で争う。1つのNOCからは1種目につき1選手、最大8名が出場できる。
2023年12月のグランプリファイナルまでの成績が反映されたWTオリンピックランキングにより、各階級上位5選手の所属するNOCに出場枠が与えられる。また2023年12月以降のWTグランドスラム・チャンピオンズ・シリーズで各階級最上位の選手の所属するNOCに出場枠が与えられる。さらに2024年に行われる大陸別予選大会で、オセアニア予選は各階級1枠、その他の4大陸では各階級2枠の出場枠が割り当てられる。この他に開催国枠とユニバーサリティ枠が男女各2枠ずつ用意されている。

## 競技日程
日付はいずれも中央ヨーロッパ夏時間（UTC+2）
| Q | 予選、準々決勝、準決勝 | F | 敗者復活戦、3位決定戦、決勝 |

| 日付種目 | 8月7日 | 8月7日 | 8月8日 | 8月8日 | 8月9日 | 8月9日 | 8月10日 | 8月10日 |
| 男子     | 男子   | 男子   | 男子   | 男子   | 男子   | 男子   | 男子    | 男子    |
| -------- | ------ | ------ | ------ | ------ | ------ | ------ | ------- | ------- |
| 58kg級   | Q      | F      |        |        |        |        |         |         |
| 68kg級   |        |        | Q      | F      |        |        |         |         |
| 80kg級   |        |        |        |        | Q      | F      |         |         |
| 80kg超級 |        |        |        |        |        |        | Q       | F       |
| 女子     |        |        |        |        |        |        |         |         |
| 49kg級   | Q      | F      |        |        |        |        |         |         |
| 57kg級   |        |        | Q      | F      |        |        |         |         |
| 67kg級   |        |        |        |        | Q      | F      |         |         |
| 67kg超級 |        |        |        |        |        |        | Q       | F       |

## 競技結果

### 男子
| 階級     | 金                                            | 銀                                        | 銅                                                        |
| -------- | --------------------------------------------- | ----------------------------------------- | --------------------------------------------------------- |
| 58 kg級  | パク・テジュン 韓国 (KOR)                     | ハシム・マハマドフ アゼルバイジャン (AZE) | シリアン・ラヴェ フランス (FRA)                           |
| 58 kg級  | パク・テジュン 韓国 (KOR)                     | ハシム・マハマドフ アゼルバイジャン (AZE) | モハメド・ハリル・アル＝ジェンドゥービー チュニジア (TUN) |
| 68 kg級  | ウルグベク・ラシトフ ウズベキスタン (UZB)     | ザイド・カリーム ヨルダン (JOR)           | 梁育帥 中国 (CHN)                                         |
| 68 kg級  | ウルグベク・ラシトフ ウズベキスタン (UZB)     | ザイド・カリーム ヨルダン (JOR)           | エディヴァル・ポンテス ブラジル (BRA)                     |
| 80 kg級  | フィラス・アル＝カトゥーシー チュニジア (TUN) | メフラン・バルホルダリ イラン (IRI)       | シモーネ・アレッショ イタリア (ITA)                       |
| 80 kg級  | フィラス・アル＝カトゥーシー チュニジア (TUN) | メフラン・バルホルダリ イラン (IRI)       | エディ・フルニッチ デンマーク (DEN)                       |
| +80 kg級 | アリアン・サリミ イラン (IRI)                 | ケイデン・カニンガム イギリス (GBR)       | ラファエル・アルバ キューバ (CUB)                         |
| +80 kg級 | アリアン・サリミ イラン (IRI)                 | ケイデン・カニンガム イギリス (GBR)       | シェイク・サラフ・シセ コートジボワール (CIV)             |

### 女子
| 階級     | 金                                          | 銀                                            | 銅                                                  |
| -------- | ------------------------------------------- | --------------------------------------------- | --------------------------------------------------- |
| 49 kg級  | パニパック・ウォンパッタナキット タイ (THA) | 郭清 中国 (CHN)                               | モビーナ・ネマトザーデ イラン (IRI)                 |
| 49 kg級  | パニパック・ウォンパッタナキット タイ (THA) | 郭清 中国 (CHN)                               | レナ・ストイコヴィッチ クロアチア (CRO)             |
| 57 kg級  | キム・ユジン 韓国 (KOR)                     | ナヒド・キヤーニチャンデ イラン (IRI)         | スカイラー・パク カナダ (CAN)                       |
| 57 kg級  | キム・ユジン 韓国 (KOR)                     | ナヒド・キヤーニチャンデ イラン (IRI)         | アリザデ・キミア ブルガリア (BUL)                   |
| 67 kg級  | マールトン・ヴィヴィアナ ハンガリー (HUN)   | アレクサンドラ・ペリシッチ セルビア (SRB)     | クリスティーナ・ティーチャウト アメリカ合衆国 (USA) |
| 67 kg級  | マールトン・ヴィヴィアナ ハンガリー (HUN)   | アレクサンドラ・ペリシッチ セルビア (SRB)     | サラ・シャーリ ベルギー (BEL)                       |
| +67 kg級 | アルテア・ローラン フランス (FRA)           | スヴェトラーナ・オシポワ ウズベキスタン (UZB) | イ・ダビン 韓国 (KOR)                               |
| +67 kg級 | アルテア・ローラン フランス (FRA)           | スヴェトラーナ・オシポワ ウズベキスタン (UZB) | ナフィア・クシュ・アイドゥン トルコ (TUR)           |